# Gillis Coignet

Gillis Coignet Portret Piersona de la Hues (1581)

Gillis Coignet, też Congnet (ur. 1542 w Antwerpii, zm. 1599 w Hamburgu) – niderlandzki malarz.

## Życiorys
Syn złotnika i konstruktora instrumentów naukowych (głównie astronomicznych). Kształcił się u malarza Lamberta Wenselynsa i prawdopodobnie także u Antoona van Palermo, antwerpskiego handlarza dziełami sztuki, w którego domu mieszkał. W 1561 został mistrzem w gildii św. Łukasza Antwerpii. Niedługo potem udał się do Włoch, gdzie przebywał w latach 1561–1568, najpierw w Terni, gdzie pracował jako freskant. Następnie w Rzymie, Neapolu, Trivoli, na Sycylii i we Florencji, gdzie w 1568 został członkiem Accademia delle Arti del Disegno. Do Antwerpii wrócił prawdopodobnie w 1570, a w 1583 lub 1585 był dziekanem tamtejszej gildii św. Łukasza. W 1586 przeniósł się do Amsterdamu, którego obywatelstwo otrzymał w 1589. Od 1595 do śmierci pracował w Hamburgu. Do jego uczniów należeli m.in. Simon Ykens, Cornelis van Haarlem.

## Twórczość
Coignet uprawiał głównie malarstwo religijne, alegoryczne, mitologiczne i portretowe. Podczas pobytu we Włoszech zaczął stosować, podobnie jak Tycjan, technikę nakładania farby szybkimi, spontanicznymi pociągnięciami pędzla (Portret Piersona de la Hues, dobosza i woźnego gildii Oude Handboog, 1581). Artysta inspirował się malarstwem Michała Anioła, Rafaela i Hansa Speckaerta. Zdaniem Karela van Mandera Coignet był wybitnym kolorystą, chętnie malował nokturny i stosował złote akcenty (Św. Jerzy, 1581). Współpracował z Cornelisem Molenaerem, który na jego obrazach malował pejażowe tła. 